# 蘋果動新聞
蘋果動新聞是香港商壹傳媒旗下以寫實電腦動畫來報導新聞的一項服務，內容多採自《蘋果日報》。動新聞台灣版於2009年11月16日推動，由香港商壹同樂動畫工作室有限公司台灣分公司_壹動畫 Next Animation Studio 負責製作；其後台灣版及香港版亦在影片分享網站YouTube正式上線，並可在手機等網絡平台上播放。由於一些動畫過於真實，繪影繪聲，因此在處理性侵犯、家暴等新聞時容易造成身歷其境的感覺，惹來社會人士不少爭議，對此《蘋果日報》已表示這類的新聞會謹慎處理。

## 台灣

蘋果動新聞台灣版標誌

蘋果動新聞推出後，因為描寫犯罪過於寫實，引起一些社會團體的抨擊。2009年11月25日，台北市政府依照《兒童及少年福利法》開罰壹傳媒新台幣50萬元，並要求台灣蘋果日報做出分級措施；台灣蘋果日報總編輯馬維敏則強調，蘋果動新聞無意測試任何人底線，對外界批評內容會虛心檢討、改善，但動新聞是媒體呈現新聞的一種新作法，盼主管機關尊重媒體在新聞呈現方法上的創新方向與嘗試。隔日，台灣媒體觀察教育基金會、勵馨基金會、婦女救援基金會等團體至台灣蘋果日報總部抗議，要求壹傳媒立即停止侵害當事人人權的模擬新聞手法，主管機關應即主動調查蘋果動新聞，主管機關應在蘋果動新聞未改善前嚴格審查壹電視執照申請案；台北市政府則以未見蘋果日報改善為由，再度開罰新台幣50萬元，並禁止高中以下學校訂購蘋果日報，並要求公立圖書館禁止未成年者讀閱蘋果日報，引發爭議；蘋果日報更表示，將控告台北市市長郝龍斌《中華民國刑法》強制罪。隔日，蘋果日報做出分級措施，台灣蘋果日報主席葉一堅表示，將不對郝龍斌提告，並改善其內容，也向社會大眾致歉。當時蘋果動新聞導致壹電視申請的頻道執照全部沒過。但之後，壹體育、壹電影及壹新聞均由國家通訊傳播委員會通過頻道執照，不過僅壹電影及壹新聞於中華電信MOD正常播出。
2012年4月2日，馬維敏說：「2009年的動新聞事件，《蘋果》當時遭到很多批評，北市府也宣布禁止《蘋果》進入校園與圖書館。說實在，動新聞事件，自始我就認為，我們本身的確應該檢討；為這次事件挨罵並付出代價，也合情合理；就算當時曾經抗議郝市府處理方式，也早成過往，沒有恩怨可言。」
2016年12月8日，台灣少年權益與福利促進聯盟舉行「2016金芭樂風雲榜頒獎典禮」突顯網路即時新聞的報導品質低劣，以六大網路新聞媒體（㈠自由時報電子報、㈡聯合新聞網、㈢中時電子報、㈣蘋果日報及蘋果動新聞、㈤今日新聞網、㈥ETtoday新聞雲）為「2016金芭樂風雲榜」評比對象；蘋果日報及蘋果動新聞獲得「總榜首」，得獎項目為「最聳動暴力畫面獎」（兒少新聞類）、「最佳瞳孔放大獎」（犯罪與暴力新聞類）、「最佳悲劇重演獎」（自殺新聞類）、「最佳轉移焦點獎」（社會運動及抗爭類）。

## 香港
2009年11月動新聞在香港推出後曾採取分級付費制，但現已改為免費，市民可在蘋果日報網站或YouTube上觀看。香港另一網上短片新聞業者是東方報業集團旗下的東網電視，但後者只是配以旁白的新聞短片，並無電腦動畫。其頻道訂閱人數曾高達100萬，為香港眾YouTube頻道之冠。
相對於台灣蘋果動新聞甫開播便迅即遭到社會團體抨擊，香港的蘋果動新聞於推出之時卻無甚批評聲音。
2014年1月28日晚上，蘋果動新聞的YouTube帳戶突然被封鎖，原因未明，及後解封。
2018年7月8日早上，動新聞的YouTube帳號突然再次被封鎖，原因是違反YouTube的《社群規範》而遭到停權。
2019年7月4日下午起，蘋果動新聞只限付費升級成為壹會員閱覽，該公司聲稱截至7月14日凌晨零時58分，已有逾60萬讀者成為升級壹會員。
2021年6月21日起，蘋果動新聞停止更新視像新聞。
2021年6月24日凌晨零時，蘋果動新聞網站及應用程式停止更新及關閉。

## 蘋果娛樂新聞與動新聞
蘋果娛樂新聞的製作方式與動新聞部分相同，不過在動新聞裡的蘋果娛樂新聞之片段內容可由網友隨選播放。

## 國際媒體與動新聞
由於動新聞描寫真實，所以常被國際媒體引用來報導新聞。就以老虎伍茲婚外情為例子：動新聞使用動畫手法呈現老虎伍茲因為婚外情而遭到老婆追打，使CNN等美國媒體利用動新聞來報導並轟動一時，讚嘆蘋果日報之技術，並將曾經因遭公民團體抗議而向蘋果日報開罰的台北市長郝龍斌列為「最糟糕人物」之一。

## 相關研究
2011年3月，為了解蘋果動新聞利用動畫來報道新聞的手法對年青觀眾群的影響，香港浸會大學傳理學院邀請153名大專學生進行一項實驗：學生被隨機分派觀看兩段蘋果動新聞片段，一段附設動畫，另一段則只有一般新聞影像片段。結果顯示，大專生評兩段新聞片段的可信度沒有「明顯的差異」（statistically insignificant），而青少年判斷新聞片段的可信性跟傳媒機構的可信度有「顯著關係」（statistically significant）。新聞片段中動畫的視像化手法、動畫的仔細情節，以及動畫的配音和音響效果，也會影響片段的可信性。另一項研究則於2011年10月進行，研究人員訪問了312名大專生，發現受訪者觀看動畫新聞平均每週45分鐘，最多每週觀看490分鐘；他們觀看動畫新聞最主要原因為娛樂，其次才是吸收資訊、消磨時間、與朋友交換資訊等。研究人員憂慮，年青人可能缺乏批判新聞的能力，分不清虛擬影像和真實畫面的可信程度。兩次研究的結果於早前美國新聞與大眾傳播教育學會（Association for Education in Journalism and Mass Communication）的學術會議上發表，並於國際學術期刊《Electronic News》中刊載。
該學院於2012年10月進行第三項研究，邀請了187名大專學生進行了一項實驗，學生被隨機分派觀看兩段有關毆打及非禮罪案的新聞片段，其中一組學生觀看附設動畫的新聞片，另一組則觀看一般新聞影像片段。結果顯示，大專生評附設動畫的新聞片段較有現場感，以及對附設動畫的新聞片中的受害人表達較多同情；而且當他們越覺得新聞片段富有現場感，他們越會覺得新聞片段可信，以及會對片中的嫌疑犯產生更負面的看法和更肯定他曾經犯案。有學者指出，新聞片段加入動畫後，新聞片便包含對白、動作，使更多人願意去了解新聞，這無疑會增加觀看新聞的趣味性，和虛擬動畫的真實性；但另一方面，觀眾較難以一個客觀的角度去分析新聞，沒留意者更易進入新聞的情節，投入感情，令觀眾忽略批判新聞報道的可信性。

## 争议
2012年4月，蘋果動新聞的狗仔隊拍到周杰倫與昆凌以及朋友20餘人吃鐵板燒。藝人周杰倫拿著手機走出餐廳，發現狗仔跟拍，非常不高興。周杰倫不滿狗仔隊作風，與狗仔隊互相拍攝，雙方起爭執。原本打算離開的周杰倫試圖用手阻擋對方拍攝，後朝狗仔的手用力一拍，雙方爆發衝突，本來已經離開現場的他，聽到朋友大叫，又再折返。周杰倫事後強調是狗仔惡意挑釁，並不會道歉，自稱被打的狗仔則說，公道自在人心，也不會提告。此后周杰伦将3月29日反拍狗仔的影片剪辑成《冻新闻》MV以嘲讽狗仔。

## 註腳
1. ↑  有時候會加入文字或特效

### 相关研究
- Cheng，B.K.L.，& Lo，W.H. (2012). Can news be imaginative? An experiment testing the perceived credibility of melodramatic animated news，news organizations，media use，and media dependency.Archive.today的存檔，存档日期2013-01-05 Electronic News，6(3)，131-150.
- Lo，W.H.，& Cheng，B.K.L. (2012). Fueling the debate: Predictive relationships among personality characteristics，motives，and effects of melodramatic animated news viewing （页面存档备份，存于）. Paper presented at the Annual Conference of Association of Education for Journalism and Mass Communication (Electronic News Division)，Chicago，US，August 10-13，2012.

## 外部連結
- YouTube上的蘋果動新聞官方(台灣)頻道
- YouTube上的蘋果動新聞官方(香港)頻道